# Megarthrus clarkei
Espèce
Megarthrus clarkei est une espèce de coléoptères de la famille des Staphylinidae et de la sous-famille des Proteininae.

## Répartition et habitat
Cette espèce est décrite du centre de l'Éthiopie.